# 三菱・ギャランクーペFTO
ギャランクーペFTO（ギャランクーペ エフティーオー、Galant Coupe FTO）は、三菱自動車工業がかつて製造・販売していたクーペタイプの乗用車である。

## 概要
ギャランGTOの弟分的な存在として、1971年11月に販売が開始された。ボディタイプは5座のファストバック＋ノッチバック（セミノッチバック）スタイルの2ドアクーペ。そのプロポーションは、ワイドトレッド&ショートホイールベースとかなり特徴的である。
基本コンポーネントの多くをギャランシリーズと共用しており、ボンネットはコルトギャラン、ドアはコルトギャランハードトップ、ギャランGTO、2代目ギャランハードトップとの共通部品である。足回りやパワートレインなどのメカニズムもコルトギャランからの流用であったが、エンジンはデリカなどの商用車向けとして新たに開発された1.4 L OHVの4G41型が採用された。
- 1971年11月 - 発表、発売。バリエーションはシングルキャブ版4G41型エンジンを搭載する「G I」、および「G II」、ツインキャブ版4G41型エンジンを搭載する「G III」の計3タイプ。
- 1973年2月 - マイナーチェンジ。新エンジンの1,400ccに加え、1,600ccが追加される。1,400ccは、商用車と共用であったネプチューンエンジンから、SOHC、1,439cc、92PSのサターン・4G33型へと変更される。さらに、シングルキャブの100PSと、ツインキャブで110PSを発揮する、2種類の1,597cc、サターン・4G32型が追加される。1600シリーズには、5速MTが組み合わされ、シングルキャブには「SL」、ツインキャブには「GS」と「GSR」が設定される。ホッテストバージョンとなる「GSR」にはオーバーフェンダーが装着され、FTOのスポーティーイメージが高まった。1400シリーズは、「EL」［GL」が4速、「SL」が5速。
- 1973年10月 -一部改良。GSRのフロントグリルの色調とステアリングホイールのホーンパッド部分を変更。
- 1974年8月-保安基準改正による安全対策によりオーバーフェンダー付きGSRは廃止となる。
- 1974年10月 -一部改良。ラインアップ廃止されていたGSRがオーバーフェンダーを省いて復活。1,400ccEL、1,600ccGS-5がカタログ落ちし、1,400ccGL、SL-5、1,600SL-5、GSRの4グレード構成に整理、バリエーションを縮小した。
- 1975年3月 - 販売終了。後継はランサーセレステ。

## エンジン

### ネプチューン・エンジン
- 4G41型 直列4気筒OHV1378 cc
  - シングルキャブ仕様 グロス86馬力
  - ツインキャブ仕様 グロス95馬力

### サターン・エンジン
- 4G33型 直列4気筒SOHC1,439 cc
  - シングルキャブ仕様 グロス92馬力
- 4G32型 直列4気筒SOHC1,597 cc
  - シングルキャブ仕様 グロス100馬力
  - ツインキャブ仕様 グロス110馬力

## 車名の由来
"Fresco Turismo Omologato" の略で、イタリア語で「公認された新鮮なフィーリングを持つ車」。